# Clément Fabre
Pour les articles homonymes, voir Fabre.
Clément Fabre est un joueur de football français né le 19 mai 1989 à Rodez.
Sa carrière prend un tournant récent. Après avoir annoncé sa retraite sportive et s'être rapproché de ses proches, Clément rechausse les crampons en FSGT au sein du FC CANTOU'LOUSAIN.  
Dépourvu de titres durant sa carrière professionnelle, il découvre enfin les joies des trophées en empochant dés sa première saison : la Coupe de la Ligue FSTG 31 (remplaçant) & le Trophée des Champions FSGT 31 (non sélectionné).
Une première saison en dents de scie (quelques kilos en trop à la pesée, un amour de la charcuterie un peu trop prononcé ..) malgré tout ponctuée par des grandes performances. Il marque de son empreinte la coupe delaune par une performance « taille patron » en 1/8 eme de finale de coupe delaune : 1 but et 1 passe décisive (l’homme des grands rdv).

## Biographie
Sélectionné avec l'équipe de la Ligue de Midi-Pyrénées en 2004, il dispute la Coupe nationale des 14 ans à Clairefontaine, aux côtés de Moussa Sissoko. Clément Fabre est un pur produit du centre de formation du Grenoble Foot 38. Après quelques années passées avec les équipes jeunes du club grenoblois, il rejoint le Tours FC et découvre le groupe pro en fin d'année 2008-2009. Le club ciel et bleu termine même 6e du championnat de Ligue 2 ce qui reste pour un promu un classement très honorable.
Le 29 mai 2009, pour le compte de la dernière de Ligue 2 il réalise son premier match en tant que pro, en rentrant à la 86e minute à la place de l'attaquant Olivier Giroud contre Sedan (0-2).
Pour la saison 2009-2010, Clément est régulièrement appelé dans le groupe pro et joue un total de 10 matchs en championnat. La saison suivante, en revanche, il ne dispute que 2 matchs en Ligue 2.
Le 1er janvier 2014 afin de gagner du temps de jeu en Ligue 2 il est prêté au club corse du CA Bastia pour la fin de saison. Il signe de manière définitive dans le club bastiais, avant le début de la saison 2014-2015.

## Carrière
| Saison                | Club                  | Championnat           | Championnat | Championnat | Coupe nationale | Coupe nationale | Coupe de la Ligue | Coupe de la Ligue | Total | Total |
| Saison                | Club                  | Division              | M.          | B.          | M.              | B.              | M.                | B.                | M.    | B.    |
| 2008-2009             | Tours FC              | 2                     | 1           | 0           | -               | -               | -                 | -                 | 1     | 0     |
| 2009-2010             | Tours FC              | 2                     | 10          | 0           | -               | -               | -                 | -                 | 10    | 0     |
| 2010-2011             | Tours FC              | 2                     | 2           | 0           | 1               | 0               | -                 | -                 | 3     | 0     |
| 2011-2012             | Tours FC              | 2                     | 20          | 0           | 4               | 0               | 2                 | 0                 | 26    | 0     |
| 2012-2013             | Tours FC              | 2                     | 14          | 0           | 1               | 0               | -                 | -                 | 15    | 0     |
| 2013-2014             | Tours FC              | 2                     | 6           | 0           | -               | -               | 3                 | 0                 | 9     | 0     |
| 2013-2014             | CA Bastia (prêt)      | 2                     | 20          | 0           | 2               | 0               | -                 | -                 | 22    | 0     |
| 2014-2015             | CA Bastia             | 3                     | 20          | 0           | -               | -               | 1                 | 0                 | 21    | 0     |
| 2015-2016             | AFC Tubize            | 2                     | 23          | 3           | -               | -               | 0                 | 0                 | 23    | 3     |
| Total sur la carrière | Total sur la carrière | Total sur la carrière | 93          | 0           | 8               | 0               | 6                 | 0                 | 107   | 0     |